# Golabki
Pour les articles homonymes, voir Gołąbki.
Golabki (en polonais : gołąbki) est le nom de la version polonaise du chou farci.